# Lewis Mumford
Pour les articles homonymes, voir Mumford.
Lewis Mumford (1895-1990) est un historien américain, spécialisé dans l’histoire de la technologie et de la science, ainsi que dans l’histoire de l’urbanisme.

## Biographie
Mumford étudia la physique aux lycées préparatoires de Stuyvesant High School en 1912 et de City College of New York avant de préparer sa licence à la New School for Social Research mais, frappé par la tuberculose, il ne passa jamais ses examens de licence. En 1918, il s'engagea comme volontaire dans la Marine américaine et obtint la qualification de radioélectricien,. Démobilisé en 1919, il devint éditeur-associé de The Dial, une revue littéraire tournée vers la Modernité puis tint la rubrique d'architecture de The New Yorker.
Philosophe et historien des techniques éminent, Lewis Mumford s’est attaché à décrire la genèse et les conséquences de la société industrielle. Écrivant avant la Seconde Guerre mondiale, il développe une vision du monde moderne extrêmement critique, en particulier envers les techniques et technologies militaires.
Lors de la « chasse aux sorcières » du maccarthysme, ses positions lui valent à plusieurs reprises d’être accusé de sympathie envers le communisme et donc inquiété professionnellement ; il ne manque pas de préciser que le système communiste n’avait rien à envier aux autres systèmes économiques. Autrement dit, ses positions étaient au-delà de ce clivage doctrinal.
Étayant sa démonstration d’informations et de faits historiques très précis, il analyse ce qui constitue les racines du mode de vie industriel. Ces racines remonteraient ainsi, selon lui, aux toutes premières usines d’armement (où le travail était déjà fragmenté, ou « rationalisé ») dès la fin du XVIIe siècle ; c’est-à-dire bien avant ce que l’on nomme la « première révolution industrielle ».
Les événements récents, en matière climatique ou stratégique, ont apporté un regain d’actualité à ses écrits.

## Concepts
Mumford défendait l’idée que ce qui définit l’humanité, ce qui fait la spécificité de l’être humain par rapport aux animaux, ne réside pas principalement dans notre utilisation des outils (la technique), mais dans notre utilisation du langage (les symboles). Il était convaincu que le partage des connaissances et des idées entre les membres des sociétés primitives était complètement naturel au début de l’humanité et a manifestement été le fondement de la société telle qu’elle est devenue, plus sophistiquée et complexe. Il avait l’espoir d’une poursuite de ce processus d’information pooling dans le monde alors que l’humanité avance vers l’avenir.
Le choix de Mumford du mot « technique » à travers son travail a été délibéré. Pour Mumford, la technologie est une partie de la technique. En utilisant la définition élargie de la tekhnê grecque, qui signifie non seulement la technologie mais aussi l’art, l’habileté et la dextérité, la technique se réfère à l’interaction d’un milieu social et de l’innovation technologique — la « volonté, les habitudes, les idées, les objectifs » ainsi que « les processus industriels » d’une société. Comme Mumford l’écrit au début de Technics and Civilizations, « d’autres civilisations ont atteint un degré élevé de compétence technique, sans, apparemment, être profondément influencées par les méthodes et les objectifs de la technique. »

### Les trois phases de la civilisation machinique
Mumford expose ses trois phases de la civilisation machinique dans Technique et Civilisation (1934). Elles se composent de l'éotechnique, la paléotechnique (terme emprunté à Patrick Geddes) et le néotechnique.
Les machines éotechniques se caractérisent par leur aspect rudimentaire, bon marché, facilement adaptables et leur lien avec l'agriculture (comme la plume d'oie pour écrire). Les machines paléotechniques (plume d'acier) sont durables, bon marché et participent d'une époque de production industrielle (sidérurgie, mine, etc.). Le produit néotechnique (stylo plume) participe de l'économie de son temps en faisant appel à plusieurs techniques pour être réalisé. 
|                | contexte            | caractéristiques               | énergie                   | innovations                                | période                                       |
| EOTECHNIQUE    | agriculture         | Bon marché, adaptable, basique | Bois, vent et eau, cheval | Horloge, presse à imprimer, haut fourneau. | An 1000-1750 (apogée au 16e siècle en Italie) |
| PALEOTECHNIQUE | Production de masse | Bon marché, uniforme, durable  | Charbon et fer            | Machine à vapeur                           | 1750                                          |
| NEOTECHNIQUE   |                     | Uniforme, durable              | Electricité et alliages   | Dynamo, radio                              |                                               |

Mumford a une préférence pour les machines éotechniques contre les machines paléotechniques (qu'il qualifie de "chute dans la barbarie" en raison de la déshumanisation qu'elles produisent) :
« En résumé, au fur et a mesure que l'industrie progressait du point de vue mécanique, elle rétrogradait du point de vue humain. »
Pour Mumford, le néotechnique est spéculatif dans le sens où selon lui, nous n'avons pas le recul nécessaire pour qualifier cette période (il écrit en 1934). Pour lui, le néotechnique est la phase où nous serons libérés des dérives du paléotechnique (gâchis, pollution, etc.) pour la création de machines orientées vers "des fins sociales élevées"

### Megatechnics
Dans Le Mythe de la machine, Mumford critique la tendance moderne de la technologie, qui met l’accent sur une expansion constante et illimitée de la production et du remplacement. Il explique que ces objectifs vont à l’encontre de la perfection technique, de la durabilité, de l’efficacité sociale et, globalement, de la satisfaction humaine. La technologie moderne, qu'il appelle « mégatechnique » élude la production durable, la qualité, en poussant au remplacement prématuré des objets techniques grâce à des dispositifs tels que crédit à la consommation, designs non fonctionnels et défectueux, obsolescence programmée, changements de mode fréquent et superficiels.

« Sans l’incitation constante de la publicité », explique-t-il, « la production ralentirait et se stabiliserait à la demande de remplacement normal ; de nombreux produits pourraient atteindre un plateau de conception efficace qui n’exigerait que des modifications minimes d’année en année. »

### Biotechnics
Par opposition à cette mégatechnique, Mumford décrit un modèle organique de technologie, ou biotechnics. Les systèmes biologiques se dirigent vers « la richesse qualitative, l’amplitude, l’espace, et l’absence de pressions quantitatives ou de surpeuplement. L’auto-régulation, l’auto-correction, et l’auto-propulsion sont autant de propriétés intégrantes des organismes que la nutrition, la reproduction, la croissance et la réparation. » La biotechnics modèle la vie en cherchant l’équilibre, la complétude et l’exhaustivité.

### Polytechnicscontremonotechnics
Selon une des idées forces de Technics and Civilizations (1934), la technologie est à double tranchant :
- si « polytechnique », elle engage de nombreux modes de technologie différents, fournissant un cadre complexe pour résoudre les problèmes humains ;
- si « monotechnique », elle existe pour son propre intérêt, ce qui opprime l’humanité puisqu’elle évolue le long de sa propre trajectoire.

Mumford a souvent critiqué les réseaux de transport de l’Amérique moderne comme étant « monotechniques » dans leur dépendance aux  automobiles, lesquelles deviennent des obstacles pour les autres modes de transport, comme la marche, la bicyclette et les transports en commun. En effet, les routes qu’elles utilisent consomment énormément d’espace et deviennent un réel danger pour les personnes. Mumford voit ainsi les milliers de mutilés et de morts chaque année en raison d’accidents d’automobiles comme un « sacrifice rituel » de la société américaine, en raison de sa dépendance extrême envers le transport routier.

### Mégamachines
Mumford se réfère également à de grandes organisations hiérarchiques comme des « mégamachines », c’est-à-dire des machines utilisant les humains comme composants. La plus récente mégamachine se manifeste, selon Mumford, dans l’énergie nucléaire technocratique. Mumford utilisa les exemples des complexes énergétiques de l’URSS et des États-Unis représentés respectivement par le Kremlin et le Pentagone. Les constructeurs de pyramides, l’Empire romain et les armées des deux guerres mondiales en sont des exemples antérieurs.
Il explique que l’attention méticuleuse à la comptabilité et à la normalisation, de même que l’élévation des chefs militaires au statut divin, sont caractéristiques des mégamachines à travers l’Histoire. Il cite des exemples tels que le caractère répétitif des peintures égyptiennes, qui montrent des pharaons agrandis, ou encore l’affichage public des portraits géants de dirigeants socialistes tels Mao Zedong et Joseph Staline. Il cite également la prévalence écrasante des documents comptables quantitatifs comme traces historiques, de l’Égypte ancienne à l’Allemagne nazie.
Il est nécessaire pour la construction de ces mégamachines qu’il y ait une énorme bureaucratie d’humains qui agissent comme des «servo-unités», travaillant sans implication éthique. Selon Mumford, les améliorations technologiques telles que la ligne d’assemblage, ou les communications mondiales instantanées et sans fil, peuvent facilement affaiblir les barrières psychologiques à certains types d’actions discutables. Il prend l’exemple d’Adolf Eichmann, fonctionnaire nazi qui a mené la logistique de l’Holocauste. Mumford désigne collectivement les personnes désireuses d’effectuer tranquillement les objectifs extrêmes de ces mégamachines comme des « Eichmann ».

### L’horloge comme héraut de la révolution industrielle
Une des études les plus connues de Mumford illustre la façon dont l’horloge mécanique a été développée par les moines au Moyen Âge et ensuite adoptée par le reste de la société. Il voyait ce dispositif comme l’invention-clé de toute la révolution industrielle, à la différence de l’avis commun, qui considère que c’est la machine à vapeur. Il écrit: 

« L’horloge est une pièce de machinerie dont le “produit” est les secondes et les minutes. »

### La civilisation urbaine
Dans son livre majeur La Cité à travers l’Histoire (trad. de: The City in History, its Origins, its Transformations and its Prospects 1961), Mumford explore le développement de la civilisation urbaine. Fortement critique de l’étalement urbain, Mumford soutient que la structure des villes modernes est partiellement responsable de nombreux problèmes sociaux typiques de la société occidentale. Bien que sur un ton pessimiste, Mumford soutient que la planification urbaine devrait insister sur une relation organique entre les personnes et leurs espaces de vie.
Mumford utilise l’exemple de la cité médiévale de base pour la « ville idéale », et affirme que la ville moderne est trop proche de la ville romaine (mégalopole tentaculaire) qui s'est terminée par un effondrement. Si la ville moderne poursuit dans la même veine, Mumford soutient qu’elle rencontrera le même sort que la ville romaine.
Mumford a écrit de manière critique sur la culture urbaine croyant que la ville est « un produit de la terre… un fait de nature… une méthode d’expression de l’homme. » En outre Mumford identifia les crises qui affligent la culture urbaine, se méfiant de l’industrie financière croissante, des structures politiques, déplorant que la culture des communautés locales ne soit pas encouragée par ces institutions. Mumford craignait « la finance métropolitaine », l’urbanisation, la politique et l’aliénation.

« La conception physique des villes et leurs fonctions économiques sont secondaires à leur relation à l’environnement naturel et aux valeurs spirituelles de la communauté humaine. »

## Influence et postérité
L’intérêt porté par Mumford à l’histoire de la technologie, ainsi que ses considérations philosophiques, ont influencé un certain nombre de penseurs plus jeunes que lui. Certains de ces auteurs — comme  Jacques Ellul, Witold Rybczynski (en), Amory Lovins, James T. Baldwin (en), E.F. Schumacher, Herbert Marcuse, Murray Bookchin, Jaime Semprun, Marshall McLuhan, Ivan Illich ou Thierry Paquot — ont fait œuvre de penseurs mais ont aussi été impliqués dans des développements technologiques et dans les questionnements sur l’usage qui en est fait. L'essayiste allemand Fabian Scheidler fait référence à un des concepts forgé par Mumford dans son ouvrage La fin de la Mégamachine.
Afin de rendre hommage à la portée internationale des travaux de Mumford, la Bibliothèque du Congrès à Washington, D.C., a nommé un impressionnant auditorium le Lewis Mumford Room. Des conférences ouvertes à tout public sont organisées dans cet espace au sixième étage du bâtiment, le plus récent de la bibliothèque, le James Madison Memorial Building. Son travail a aussi influencé de nombreux paysagistes comme John Nolen, qui considère que les villes doivent être envisagées comme des touts organiques à l'image du monde naturel.

## Distinctions
- Médaille présidentielle de la Liberté (1964)
- Chevalier commandeur honoraire[11] de l'ordre de l'Empire britannique (KBE) en 1975
- Médaille Léonard-de-Vinci (1969)

## Publications traduites en français
- Frank Lloyd Wright et Lewis Mumford (trad. de l'anglais par Lucien d'Azay, préf. Bruce Brooks Pfeiffer et Robert Wojtowicz), Trente Ans de correspondance 1926-1959, Klinsieck, 2017, 341 p. (ISBN 978-2-252-04040-9).
- Herman Melville (1929, réédition 1962 avec une préface de Lewis Mumford), Arles, traduit par Irénée D. Lastelle, Nicolas Blanc-Aldorf, Patrick Chartrain et Fanny Tirel, éd. Sulliver, 2006.
- Les Brown Decades : Étude sur les arts aux États-Unis 1865-1895 (1931, réédité en 1971 avec une préface de Lewis Mumford), traduit par Azucena Cruz-Pierre et Martin Paquot, postface de Thierry Paquot, Éditions Etérotopia, 2015  (ISBN 979-1093250045)
- Technique et Civilisation (1934) ; première édition partielle traduit de l'anglais par Denise Moutonnier, Paris, Le Seuil, 1950 ; édition complète traduite de l'anglais par Natacha Cauvin et Anne-Lise Thomasson, préfaces d'Antoine Picon et Langdon Winner avec une introduction de Lewis Mumford à l'édition de 1963, Marseille, Parenthèse, 2016.
- Art et technique, six conférences inédites (1951), traduit par Annie Gouilleux et Bernard Pêcheur, coédition La Lenteur / La Roue, 2015.
- New York et l'urbanisme (From the Ground Up, 1956), traduit par Michèle Perret et Robert Tricoire, éd. Seghers/Vent d'Ouest, 1965 ; réédition partielle sous le titre Le Piéton de New York, éditions du Linteau, 2001.
- Le Déclin des villes ou la Recherche d’un nouvel urbanisme (1956), traduit par Genièvre Hurel, Paris, Éditions France-Empire, 1970.
- Les Transformations de l’homme (1956), traduit par Bernard Pêcheur, Paris, éd. de l'Encyclopédie des Nuisances, 2008.
- La Cité à travers l’Histoire (The city in History, 1961, réédition revue par l'auteur 1989; première traduction française par Guy Durand et Gérard Durand, Seuil, collection Esprit, 1964), Marseille, éd. Agone[12],  révisée et actualisée pour les éditions Agone par Natacha Cauvin d'après la dernière version originale, préface de Jean-pierre Garnier, 2011. A reçu le National Book Award.
- Technique autoritaire et technique démocratique (1964 ; 1979), traduit par Annie Gouilleux, 2021, Éditions La Lenteur  (ISBN 979-1095432265)
- Le Mythe de la machine (The Myth of the Machine, deux volumes 1966-1970), Paris, Fayard : 
  - Tome 1 : Technique et développement humain (Technics and Human Development, 1966), Fayard, 1973 ; nouvelle traduction d'Annie Gouilleux et Grégory Cingal parue aux Éditions de l'Encyclopédie des Nuisances, 2019.
  - Tome 2 : Le Pentagone de la puissance (The Pentagon of Power, 1970), Fayard, 1974.
- Le Piéton de New York (Titre original : Sidewalk Critic. Introduction de Thierry Paquot, traductions de l'anglais de Georges Loudière, Michèle Perret et Robert Tricoire et dessins d’Emmanuel Delabranche), Paris, Éditions du Linteau, 2001.  (ISBN 978-2910342142)
- Histoire naturelle de l'urbanisation, Presses Universitaires de France, 2023.